# Влада Републике Српске
Влада Републике Српске је највиши орган извршне власти у Републици Српској. Организација, дјелокруг и начин рада Владе регулисани су Уставом и законима Републике Српске, као и подзаконским актима. Владу чине предсједник, потпредсједници (из реда друга два конститутивна народа) и шеснаест министара, уз поштовање уставних одредаба о заступљености трију конститутивних народа (осам Срба, пет Бошњака и три Хрвата). Владу бира Народна
скупштина Републике Српске, највиши орган законодавне власти у Републици, којој је Влада одговорна за извршавање обавеза утврђених Уставом и законима Републике Српске.

## Историја
Претходник Владе је Министарски савјет од 24 члана који је основан 20. децембра 1991. Министарски савјет је престао да постоји 27. марта 1992.  Прва Влада је основана 22. априла 1992. на скупштини која је одржана у Српском Сарајеву, на Палама.  За првог председника Владе изабран је Бранко Ђерић, а Владу су поред предсједника чинила и три министра.  На другој сједници одржаној 12. маја 1992. у Бањој Луци, основано је још девет министарстава и донесена је одлука о пет стратешких циљева од који су неки: оснивање Војске Републике Српске, именовање команданта и Предсједништва. Прва Влада је 24. јуна 1992. донијела одлуку о забрани дјеловања политичких организација, а на предлог Владе Народна скупштина Републике Српске је 12. августа 1992. донијела одлуку о промјенама Устава, од којих је најважнија одлука којом је проглашена самосталност Републике Српске.  Истовремено су укинуте регије Републике Српске чиме је Српска постала јединствена територија.  Бранко Ђерић је у октобру 1992. поднио оставку због неслагања са министрима Мићом Станишићем и Момчилом Мандићем, а умјесто њега на мјесто предсједника Владе долази Владимир Лукић.

## Историјат сазива Владе
Управно сједиште владе, општина Пале, град Српско Сарајево.
- 1. Влада Бранка Ђерића, изабрана 22. априла 1992. године
- 2. Влада Владимира Лукића, изабрана 20. јануара 1993. године
- 3. Влада Душана Козића, изабрана 18. августа 1994. године
- 4. Влада Рајка Касагића, изабрана 17. децембра 1995. године
- 5. Влада Гојка Кличковића (прва), изабрана 18. маја 1996. године
- 6. Влада Гојка Кличковића (друга), изабрана 27. новембра 1996. године

Управно сједиште владе, град Бања Лука.
- 7. Влада Милорада Додика (прва), изабрана 18. јануара 1998. године
- 8. Влада Младена Иванића, изабрана 12. јануара 2001. године
- 9. Влада Драгана Микеревића, изабрана 17. јануара 2003. године
- 10. Влада Перa Букејловића, изабрана 15. фебруара 2005. године
- 11. Влада Милорада Додика (друга), изабрана 28. фебруара 2006. године
- 12. Влада Милорада Додика (трећа), изабрана 30. новембра 2006. године
- 13. Влада Александра Џомбића, изабрана 29. децембра 2010. године
- 14. Влада Жељке Цвијановић (прва), изабрана 12. марта 2013. године
- 15. Влада Жељке Цвијановић (друга), изабрана 18. децембра 2014. године[2]
- 16. Влада Радована Вишковића (прва), изабрана 18. децембра 2018. године[3]
- 17. Влада Радована Вишковића (друга), изабрана 21. децембра 2022. године

## Актуелни састав Владе
Садашња влада је изабрана на дужност 21. децембра 2022. године. Садашњи предсједник Владе Републике Српске је Радован Вишковић.
| Ресор                                                                              | Име и презиме      | Странка |
| ---------------------------------------------------------------------------------- | ------------------ | ------- |
| Предсједник Владе Републике Српске                                                 | Радован Вишковић   | СНСД    |
| Министарства                                                                       |                    |         |
| Министарство унутрашњих послова                                                    | Синиша Каран       | СНСД    |
| Министарство правде                                                                | Милош Букејловић   | СНСД    |
| Министарство здравља и социјалне заштите                                           | Ален Шеранић       | СНСД    |
| Министарство просвјете и културе                                                   | Жељка Стојичић     | СНСД    |
| Министарство финансија                                                             | Зора Видовић       | СНСД    |
| Министарство пољопривреде, шумарства и водопривреде                                | Саво Минић         | СНСД    |
| Министарство за европске интеграције и међународну сарадњу                         | Златан Клокић      | СНСД    |
| Министарство за научно-технолошки развој, високо образовање и информационо друштво | Жељко Будимир      | СНСД    |
| Министарство привреде и предузетништва                                             | Војин Митровић     | СНСД    |
| Министарство рада и борачко-инвалидске заштите                                     | Данијел Егић       | СНСД    |
| Министарство трговине и туризма                                                    | Денис Шулић        | СНСД    |
| Министарство енергетике и рударства                                                | Петар Ђокић        | СП      |
| Министарство породице, омладине и спорта                                           | Селма Чабрић       | СП      |
| Министарство саобраћаја и веза                                                     | Недељко Чубриловић | Демос   |
| Министарство за просторно уређење, грађевинарство и екологију                      | Бојан Випорник     | УС      |
| Министарство управе и локалне самоуправе                                           | Сенка Јујић        | НПС     |

## Генерални секретаријат
Генерални секретаријат Владе Републике Српске врши стручне и друге послове за потребе Владе Републике Српске.
У Генералном секретаријату обављају се послови којима се обезбјеђује ефикасност, рационалност и јавност рада Владе Републике Српске и њених радних тијела. Радом Генералног секретаријата руководи и одговоран је за његов рад генерални секретар Владе, којег на предлог предсједника Владе именује Влада Републике Српске. Има организационе јединице: Кабинет предсједника Владе; Биро за односе са јавношћу; Одјељење за стручне, оперативне и административно-техничке послове.
Генерални секретар се стара о извршавању аката Владе Републике Српске, о припреми њених сједница и помаже предсједнику Владе. Наредбодавац је за финансијско и материјално пословање.

## Министарства
Министри у Влади Републике Српске непосредно руководе радом министарстава Републике Српске. Министарства су органи управе који обављају управне и друге послове у једном или више управних подручја, а нису под надзором неког другог органа управе већ су непосредно потчињена Влади Републике Српске.
- Министарство финансија Републике Српске
- Министарство унутрашњих послова Републике Српске
- Министарство правде Републике Српске
- Министарство управе и локалне самоуправе Републике Српске
- Министарство за европске интеграције и међународну сарадњу Републике Српске
- Министарство рада и борачко инвалидске заштите Републике Српске
- Министарство трговине и туризма Републике Српске
- Министарство саобраћаја и веза Републике Српске
- Министарство пољопривреде, шумарства и водопривреде Републике Српске
- Министарство за просторно уређење, грађевинарство и екологију Републике Српске
- Министарство просвјете и културе Републике Српске
- Министарство здравља и социјалне заштите Републике Српске
- Министарство за научнотехнолошки развој, високо образовање и информационо друштво Републике Српске
- Министарство породице, омладине и спорта Републике Српске
- Министарство енергетике и рударства Републике Српске
- Министарство привреде и предузетништва Републике Српске

## Сједиште Владе
Влада Републике Српске је, од 21. новембра 2007. смештена у новоизграђену зграду — Административни центар Владе Републике Српске.